# 埃茜·凯利
埃茜·凯利（英語：Essie Kelley，1957年1月12日—），美国前女子田径运动员。她曾代表美国参加1979年和1987年泛美运动会田径比赛，其中1979年泛美运动会获得女子800米和女子4×400米接力金牌。